# Ivan Prenđa
Ivan Prenđa (* 31. Dezember 1939 in Gornji Zemun, Jugoslawien, heute in Kroatien; † 25. Januar 2010 in Zagreb) war Erzbischof von Zadar.

## Leben
Nach dem Abschluss am erzbischöflichen Gymnasium in Zadar studierte Ivan Prenđa Theologie in Zagreb, wo er 1967 das Lizentiat als Diplomtheologe erlangte. Seine Priesterweihe empfing er am 29. Juni 1964 in Zadar. Er war zwischen 1964 und 1968 als Kaplan in den Gemeinden von Škabrnja und Nadin  wie auch Smilčić tätig. Von 1968 bis 1970 war er Spiritual des Priesterseminars „Zmajević“ in Zadar, ebenda von 1970 bis in das Jahr 1992 Regens des erzbischöflichen Priesterseminars von Zadar. Neben diesen Aufgaben war Ivan Prenđa Jugendkatechet in den Jahren 1970 bis 1972, 1981 bis 1990 Korrespondent der römisch-katholischen Kirchenzeitung Glas Koncila und zudem von 1990 Leiter der erzbischöflichen Abteilung für Berufungen des Erzbistums von Zadar. 
Am 29. März 1990 ernannte ihn Papst Johannes Paul II. zum Koadjutorerzbischof. Die Bischofsweihe spendete am 9. Juni 1990 der Erzbischof von Zagreb, Franjo Kardinal Kuharić; Mitkonsekratoren waren der Apostolische Nuntius in Kroatien, Erzbischof Gabriel Montalvo Higuera, und der Erzbischof von Zadar, Marijan Oblak. 1996 erfolgte die Ernennung zum Erzbischof von Zadar.
Ivan Prenđa war Präsident des Rates für den kroatischen Klerus in der Kroatischen Bischofskonferenz.
Er starb unerwartet nach einer Messfeier in Zagreb.